# Kangersittuaq
Kangersittuaq [kaˌŋɜˈsːitːuɑ(q)] (nach alter Rechtschreibung Kangersigtuaĸ) ist eine wüst gefallene grönländische Siedlung im Distrikt Ittoqqortoormiit in der Kommuneqarfik Sermersooq.

## Lage

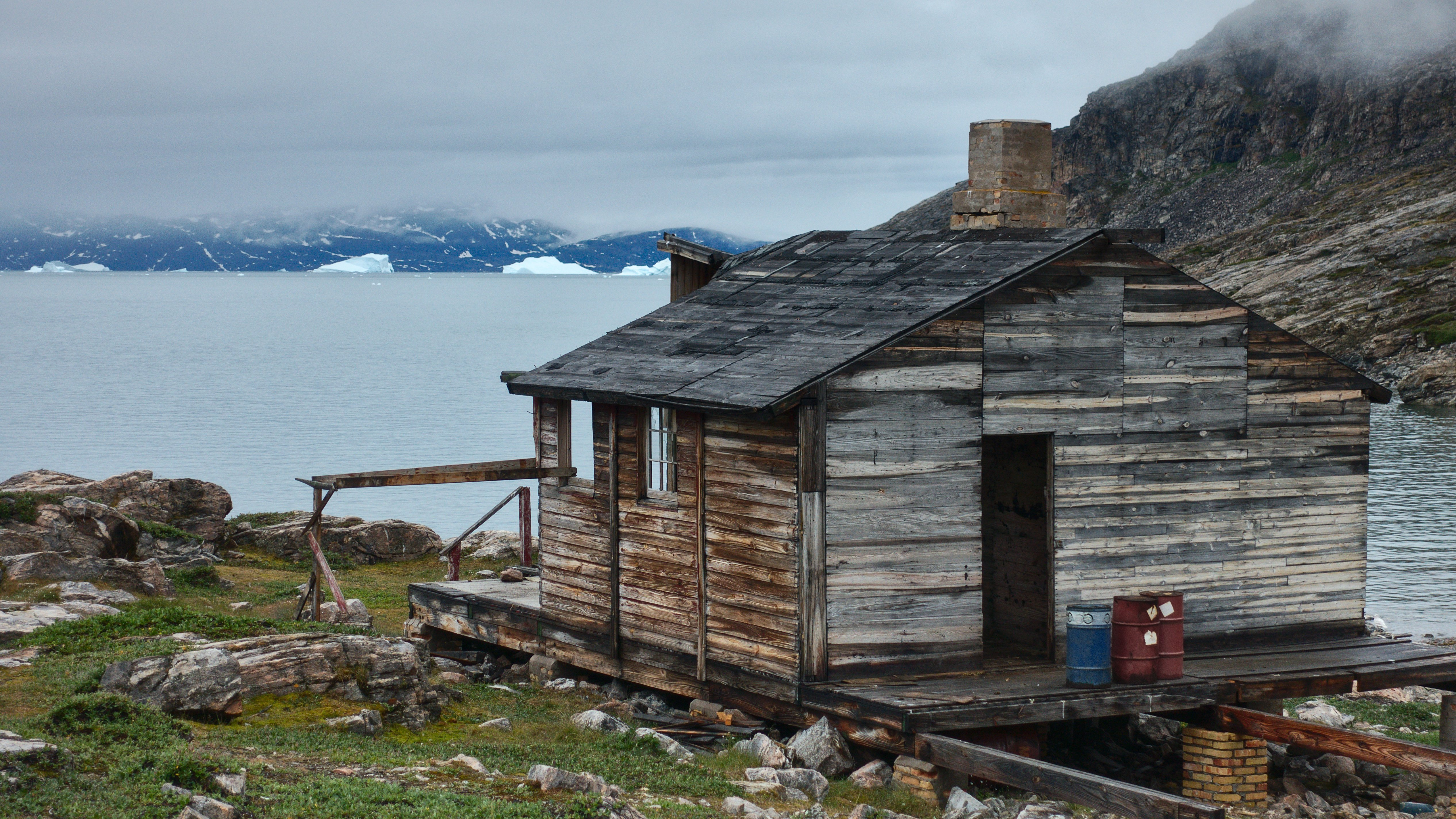
Gebäude in Kangersittuaq (2018)

Kangersittuaq befindet sich ganz am Ende des Kangertittivaq an der Südspitze einer Halbinsel westlich von Jameson Land. Ittoqqortoormiit liegt 146 km südöstlich.

## Geschichte
Kangersittuaq ist der abgelegenste Wohnplatz des Distrikts und war die nördlichste Siedlung Ostgrönlands. Der Ort wurde 1947 als letzter der fünf Wohnplätze gegründet. Im ersten Jahr lebten 36 Personen dort. 1950 waren es 32. 1954 lebten noch 17 Menschen in Kangersittuaq, das im selben Jahr wieder aufgegeben wurde.

## Söhne und Töchter
- Evald Brønlund (* 1949), Politiker (Inuit Ataqatigiit)